# 문혜왕후
문혜왕후 유씨(文惠王后 柳氏, 생몰년 미상)는 고려의 공주이다. 태조 왕건과 정덕왕후의 딸이다. 제후왕인 문원대왕과 혼인하여 왕후로 추존되었다.

## 생애
태조 왕건의 딸로, 어머니는 태조의 제6비인 정덕왕후(貞德王后) 유씨이다. 원래 성은 왕씨이고, 본관은 개성이었으나, 어머니의 성을 따라 유씨로 바꾼 것으로 보인다. 본관은 정주이다. 대종의 왕비인 선의왕후 유씨와는 친자매간이다.
역시 태조의 아들이자, 신명순성왕후 유씨 소생인 문원대왕 정(貞)과 결혼하여 2남 1녀를 두었다. 《고려사》〈열전〉에는 문원대왕이 어떠한 이유로 대왕에 추존되었는지 기록이 없어 알 수 없다고 나와 있고, 문혜왕후에 대해서는 정덕왕후의 소생으로 문원대왕에게 시집갔다는 기록 말고는 남아있는 것이 없어 자세한 생애나 생몰년, 능지에 대해서는 알 수 없다.

## 가족 관계
- 조부 : 세조 왕륭(世祖, ? ~ 897)
- 조모 : 위숙왕후 한씨(威肅王后 韓氏, 생몰년 미상)
  - 아버지 : 태조(太祖, 877 ~ 943)
- 외조부 : 유덕영(柳德英, 생몰년 미상)
- 외조모 : 미상
  - 어머니 : 정덕왕후 유씨(貞德王后 柳氏, 생몰년 미상)
    - 오빠 : 왕위군(王位君, 생몰년 미상)
    - 오빠 : 인애군(仁愛君, 생몰년 미상)
    - 오빠 : 원장태자(元莊太子, 생몰년 미상)
    - 오빠 : 조이군(助伊君, 생몰년 미상)
    - 동생 : 선의왕후(宣義王后, 생몰년 미상)
    - 동생 : 공주(公主, 생몰년 미상)

  - 시어머니 : 신명순성왕후(神明順成王后, 생몰년 미상)
    - 남편 : 문원대왕(文元大王, 생몰년 미상)
      - 장남 : 천추전군(千秋殿君, 생몰년 미상)
      - 장녀 : 헌의왕후(獻懿王后, 생몰년 미상)